# 아니마스 (영화)
아니마스(Animas)는 스페인에서 제작된 호세 F. 오르투뇨 감독의 2018년 스릴러 영화이다. 안젤라 몰리나 등이 주연으로 출연하였다. Laura Alvea와 Jose F. Ortuño에 각본에 참여했다.

## 출연

### 주연
- 안젤라 몰리나
- 루이스 베르메조